# BluTV
BluTV ist ein türkisches Streamingportal, das 2015 gegründet wurde und mittlerweile vollständig Warner Bros. Discovery gehört. Die Plattform ist über Computer, Mobilgeräte und Smart-TVs zugänglich und bietet eine Vielzahl lokaler und internationaler Inhalte, darunter Live-TV-Übertragungen, Filme, Serien, Dokumentationen und Sport.
Zu den bekannten Eigenproduktionen zählen Serien wie Masum, Bozkır und Alef.

## Geschichte
BluTV wurde 2015 unter der Doğan Holding von Aydın Doğan Yalçındağ gegründet. Am 19. Januar 2021 erwarb Discovery Inc. einen Anteil von 35 % an BluTV.
Am 6. Dezember 2023 wurde das Streamingportal vollständig von Warner Bros. Discovery übernommen. Am 5. Dezember 2024 wurde bekannt gegeben, dass BluTV im Frühjahr 2025 in den Streamingdienst Max integriert werden soll, der ebenfalls zu Warner Bros. Discovery gehört.